# العلاقات الصينية اللاوسية
العلاقات الصينية اللاوسية هي العلاقات الثنائية التي تجمع بين الصين ولاوس.

## مقارنة بين البلدين
هذه مقارنة عامة ومرجعية للدولتين:
| وجه المقارنة                                              | الصين                    | لاوس        |
| --------------------------------------------------------- | ------------------------ | ----------- |
| المساحة (كم2)                                             | 9.60 مليون               | 236.80 ألف  |
| عدد السكان (نسمة)                                         | 1.33 مليار               | 6.86 مليون  |
| الكثافة السكانية (ن./كم²)                                 | 138.54                   | 28.97       |
| العاصمة                                                   | بكين                     | فيينتيان    |
| اللغة الرسمية                                             | اللغة الصينية القياسية   | اللغة اللاو |
| العملة                                                    | رنمينبي                  | كيب لاوي    |
| الناتج المحلي الإجمالي (بليون دولار)                      | 12.24 تريليون            | 16.85 مليار |
| الناتج المحلي الإجمالي (تعادل القوة الشرائية) بليون دولار | 19.82 تريليون            | 38.71 مليار |
| الناتج المحلي الإجمالي الاسمي للفرد دولار أمريكي          | 8.03 ألف                 | 1.82 ألف    |
| الناتج المحلي الإجمالي للفرد دولار أمريكي                 | 13.21 ألف                |             |
| مؤشر التنمية البشرية                                      | 0.728                    | 0.575       |
| رمز المكالمات الدولي                                      | +86                      | +856        |
| رمز الإنترنت                                              | .cn، .中国 ‏، .中國 ‏      | .la         |
| المنطقة الزمنية                                           | توقيت الصين، ت ع م+08:00 | ت ع م+07:00 |

## منظمات دولية مشتركة
يشترك البلدان في عضوية مجموعة من المنظمات الدولية، منها:
| علم المنظمة | اسم المنظمة                        | تاريخ انضمام الصين | تاريخ انضمام لاوس |
| ----------- | ---------------------------------- | ------------------ | ----------------- |
|             | بنك التنمية الآسيوي                | 1986               | 1966              |
|             | مؤسسة التنمية الدولية              | 24 سبتمبر 1960     | 28 أكتوبر 1963    |
|             | يونسكو                             | 4 نوفمبر 1946      | 9 يوليو 1951      |
|             | وكالة ضمان الاستثمار متعدد الأطراف | 30 أبريل 1988      | 5 أبريل 2000      |
|             | الأمم المتحدة                      | 25 أكتوبر 1971     | 14 ديسمبر 1955    |
|             | البنك الدولي للإنشاء والتعمير      | 27 ديسمبر 1945     | 5 يوليو 1961      |
|             | منتدى آسيان الإقليمي ‏              | ?                  | ?                 |
|             | منظمة حظر الأسلحة الكيميائية       | ?                  | ?                 |
|             | مؤسسة التمويل الدولية              | 15 يناير 1969      | 29 يناير 1992     |
|             | منظمة الشرطة الجنائية الدولية      | ?                  | ?                 |

## وصلات خارجية
- موقع وزارة الخارجية الصينية
- موقع وزارة الخارجية اللاوسية